# Baroque andin

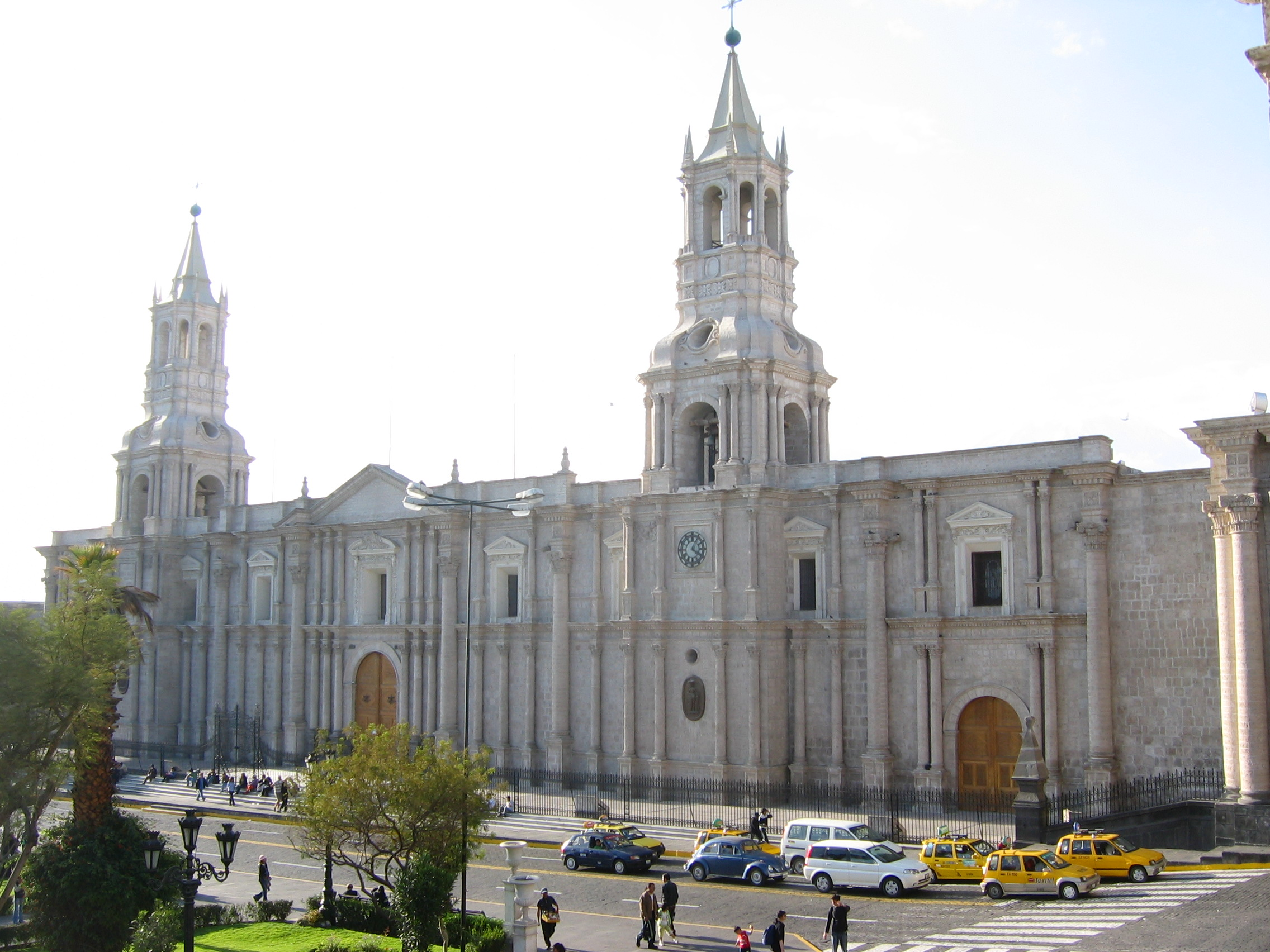
Cathédrale d'Arequipa, au Pérou.

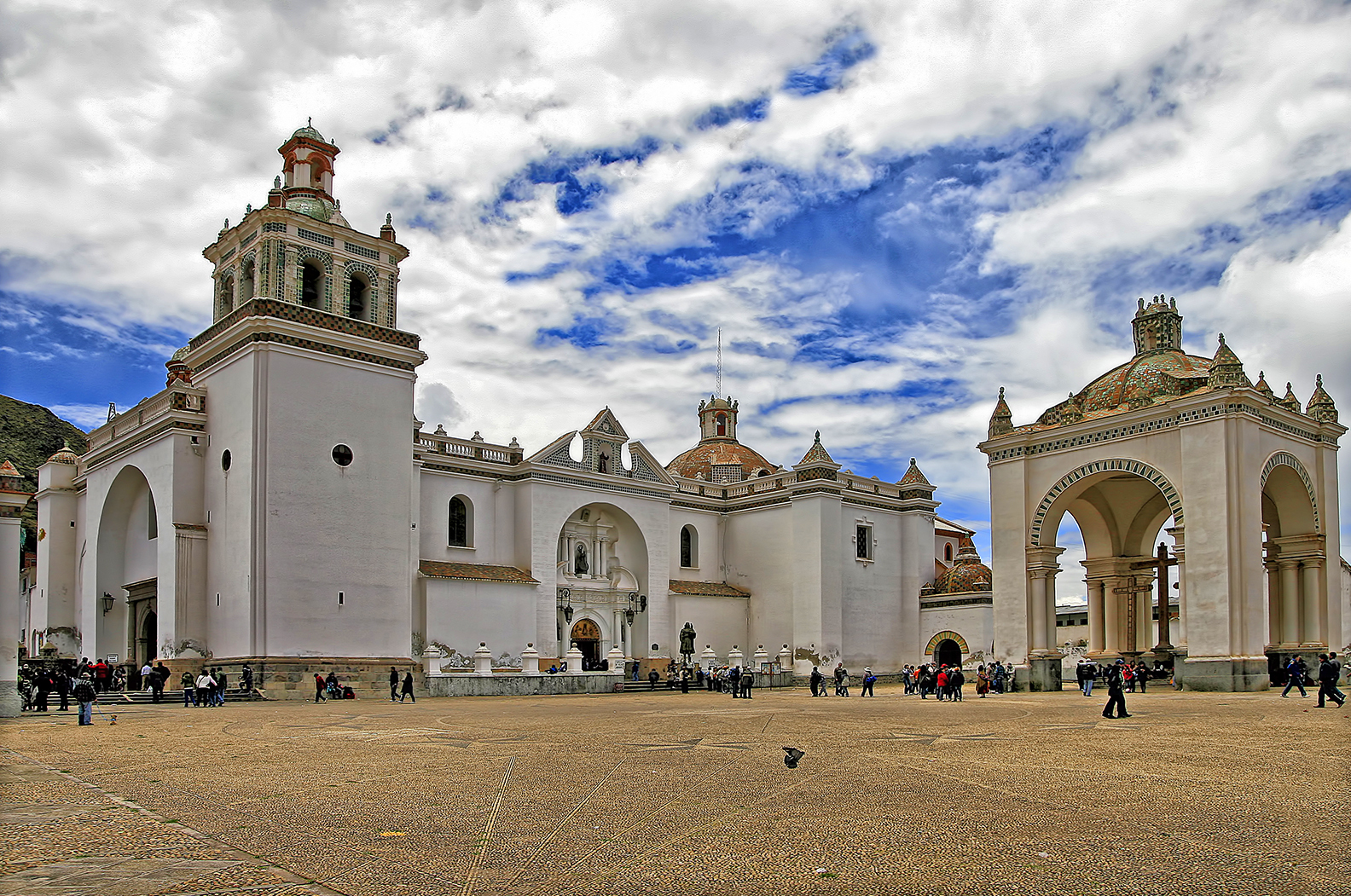
Basilique de Nuestra Señora (Notre-Dame) de Copacabana (Bolivie).

Le baroque andin (espagnol : barroco andino ou arquitectura mestiza) est un mouvement artistique apparu en Amérique du Sud entre 1680 et 1780, pendant la vice-royauté du Pérou. Ce style est principalement localisé géographiquement entre Arequipa (Pérou) et le lac Titicaca dans ce qui est aujourd'hui le Pérou et la Bolivie. Dans les plateaux de l'extrême nord du Chili, il y a un également une trentaine d'églises (es) illustrant le processus de syncrétisme entre les conquérants espagnols et les peuples d'origine des hauts plateaux.
La manifestation la plus frappante de l'art baroque andin est l'architecture religieuse, où les artisans indigènes lui ont donné un caractère unique, comme cela s'est produit dans le néo-baroque espagnol (es).
Le mot « baroque » provient du portugais barrueco et signifie impur, marbré, flamboyant, audacieux.

## Éléments décoratifs
L'originalité de ce style réside dans la décoration, très variée, et dont les motifs répondent à quatre types fondamentaux :
- Flore et faune tropicales.
- Motifs maniéristes tels que sirènes, masques, etc.
- Motifs précolombiens : Soleil, Lune, pumas,
- Éléments chrétiens pré-Renaissance.

La sirène apparaît dans les temples riverains du lac Titicaca et bien qu'elle soit un élément de l'Antiquité classique, elle rappelle la tradition indigène des femmes-poissons qui ont séduit le dieu Tunupa.

## Principaux monuments

### AuPérou
- Cathédrale Notre-Dame d'Arequipa
- Église de la Compagnie de Jésus (es) d'Arequipa
- Église Saint Jean Baptiste, Quartier Yanahuara, Arequipa
- Cathédrale Notre-Dame-de-l'Assomption de Cuzco
- Église de la Compagnie de Jésus de Cuzco
- Église Saint-Pierre-Apôtre d'Andahuaylillas
- Église Saint Jean-Baptiste d'Huaro[1]

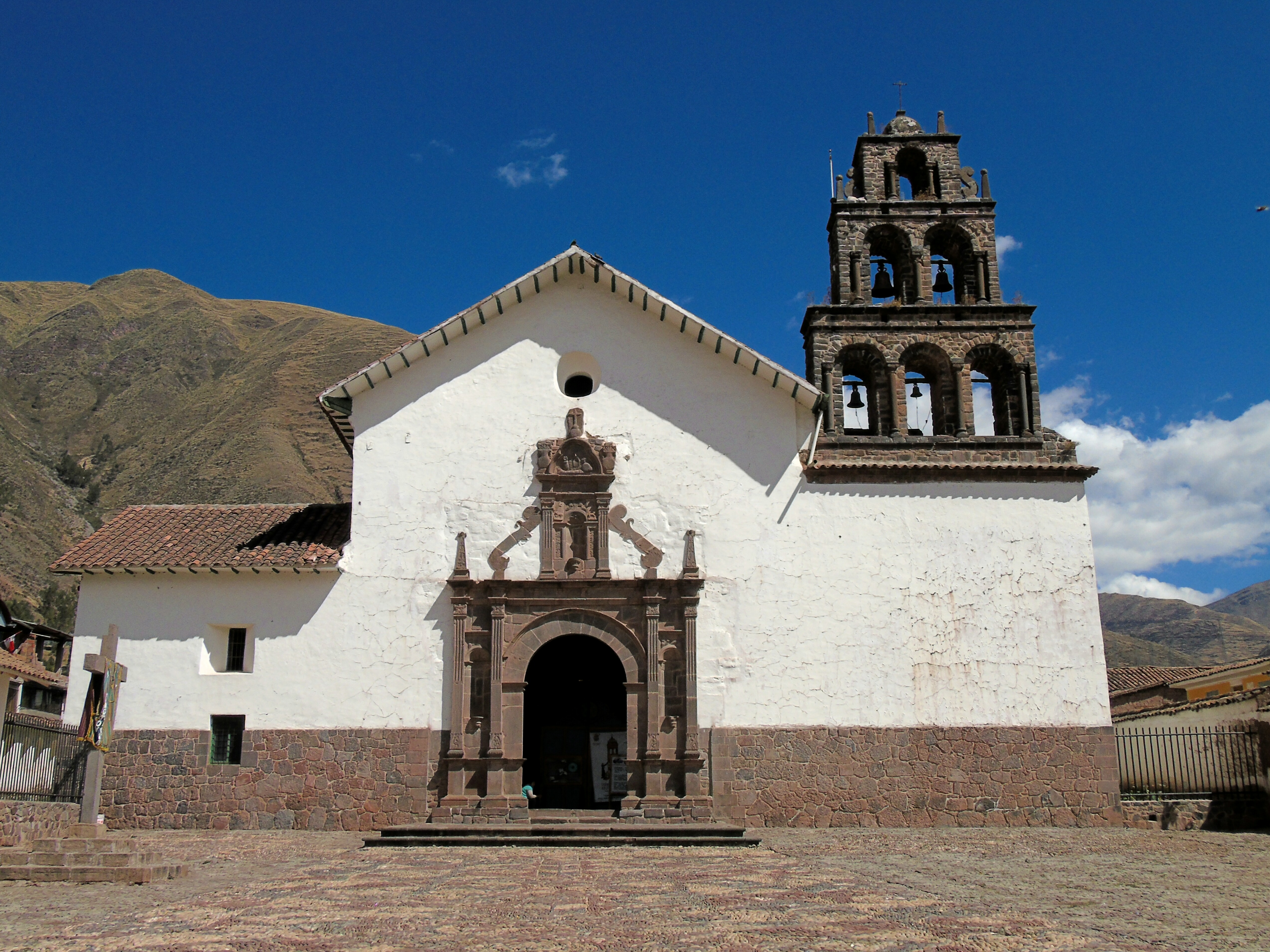
Façade, église de Huaro
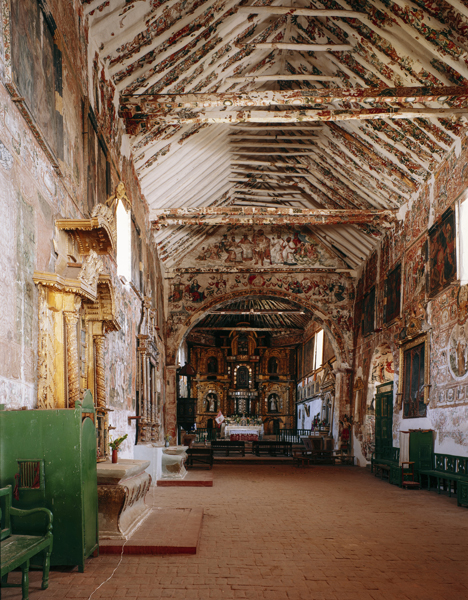
Intérieur, église de Huaro
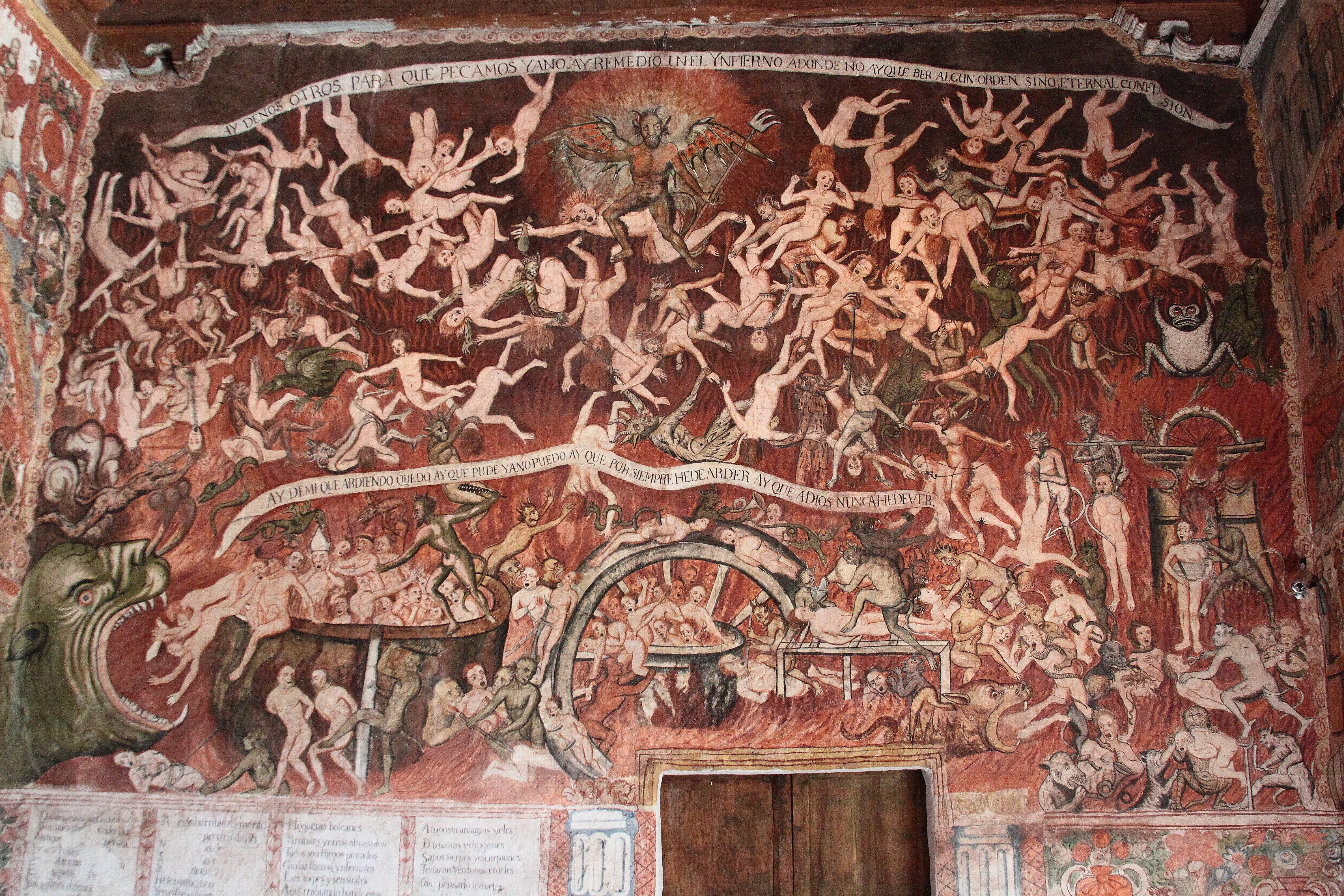
Fresque, église de Huaro
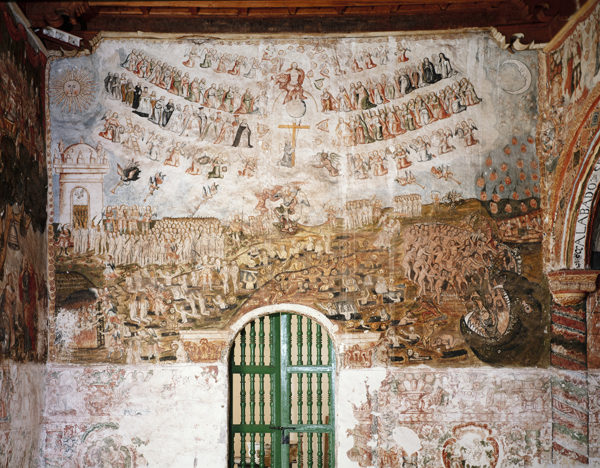
Fresque, église de Huaro

- Cathédrale Saint-Charles-Borromée de Puno au Pérou
- Église San Martín de Vilque (es)
- Église Saint Jean de Letràn (es) à Juli
- Église Sainte Croix de Jérusalem (es) à Juli
- Église Sainte Catherine de Sienne (es)à Juliaca
- Église Saint Jacques Apôtre (es) à Lampa (es)
- Cathédrale Saint-Antoine de Huancavelica
- Cathédrale Sainte Catherine (es) à Cajamarca
- Complexe monumental de Bethléem à Cajamarca
- Les églises de Yanque, Coporaque, Cabanaconde, Chivay et Madrigal évangélisées par les franciscains, autour du canyon de Colca

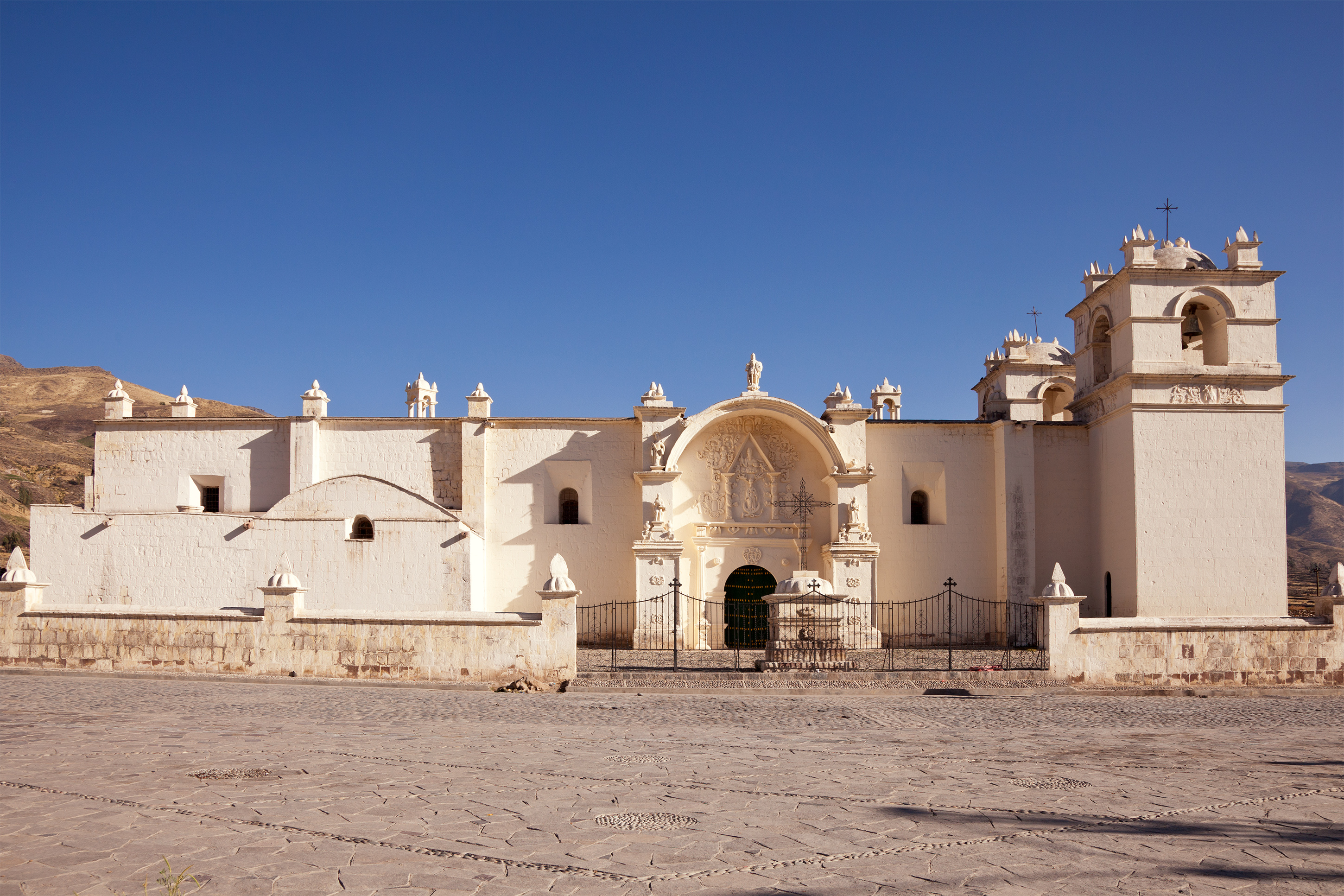
Immaculée Conception, Yanque
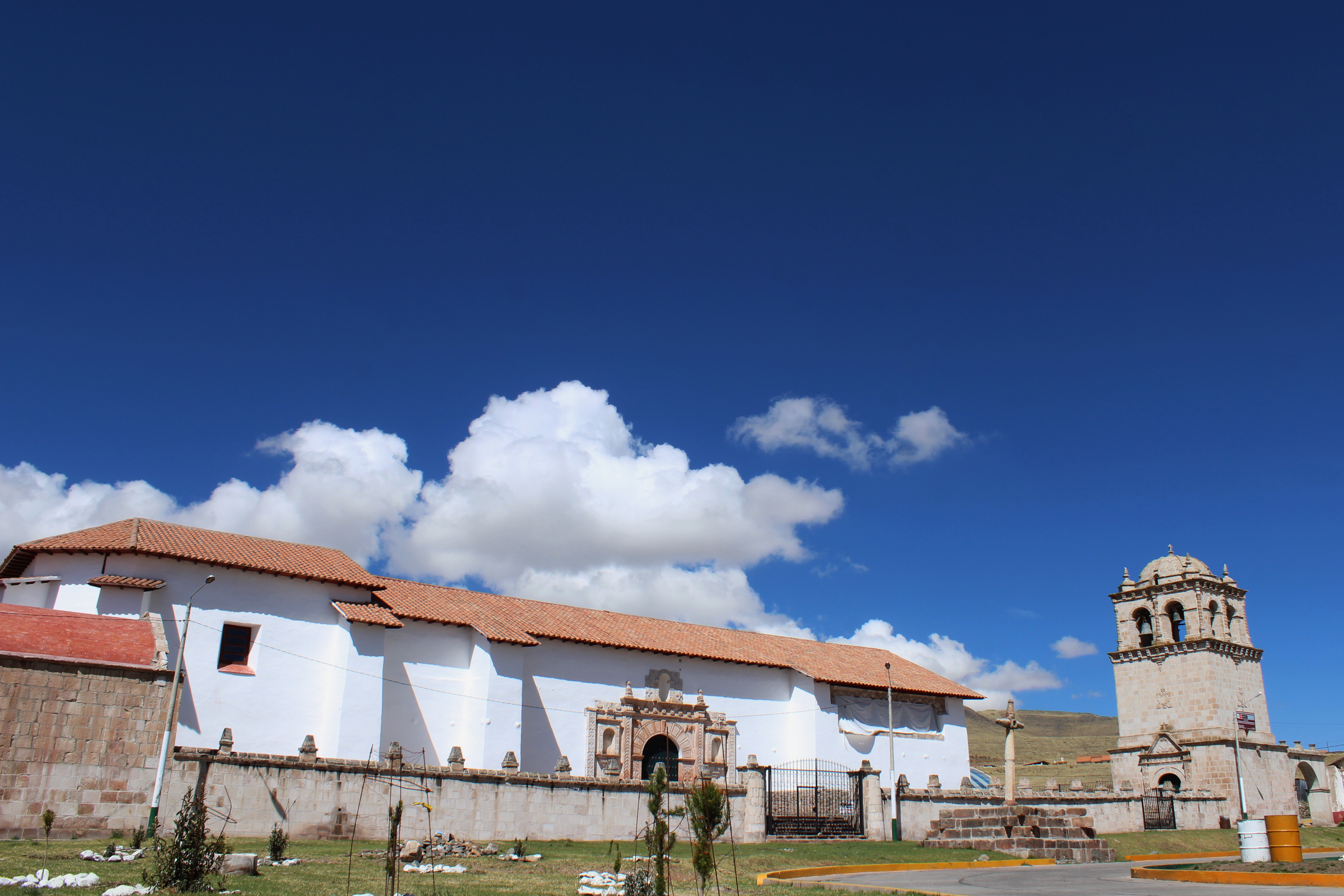
Saint Jean Baptiste, Coporaque
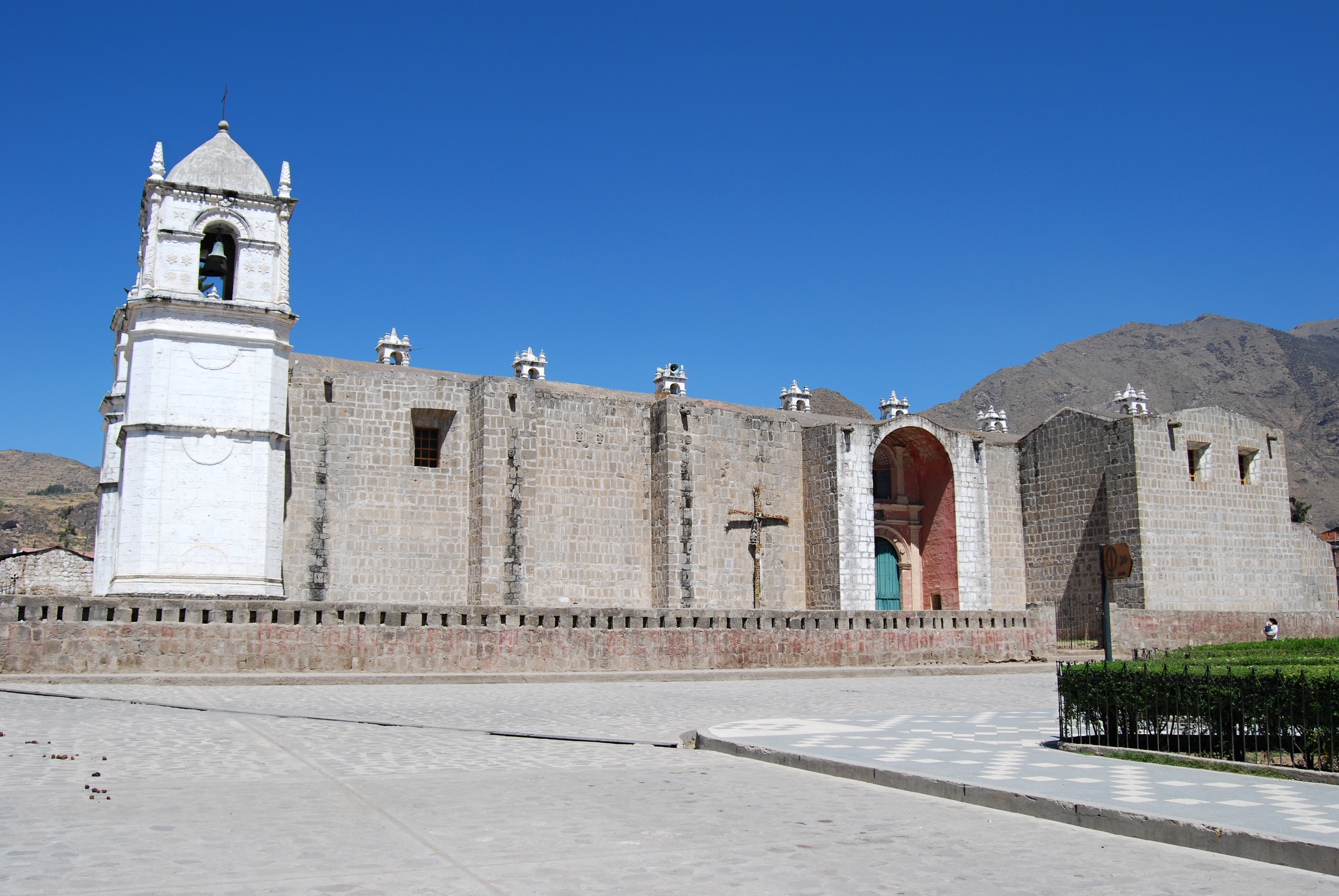
Église de Cabanaconde
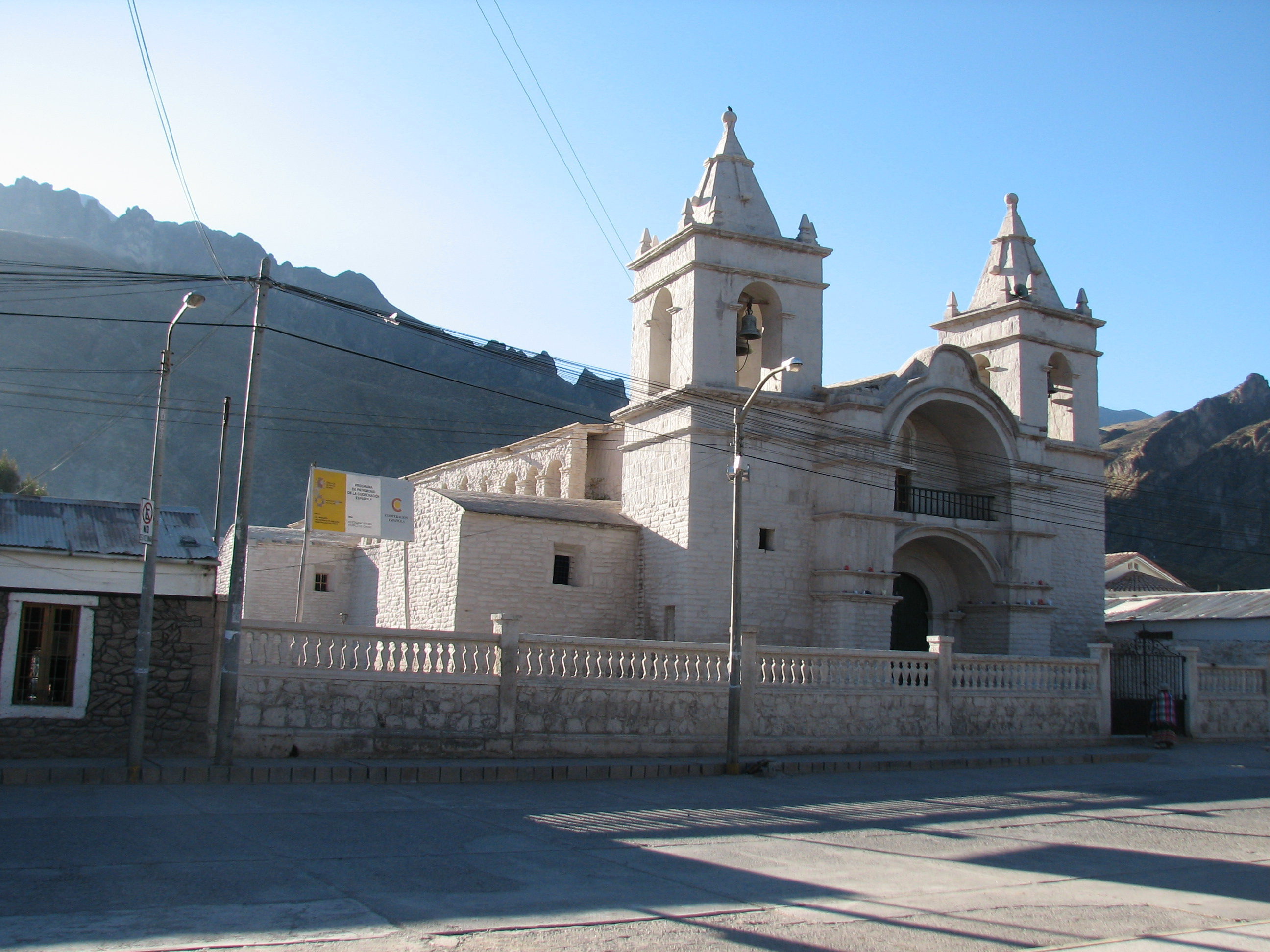
Église de Chivay

### EnBolivie
- Basilique San Francisco de La Paz
- Basilique Notre-Dame de Copacabana
- Église de San Lorenzo de Carangas (es) à Potosí
- Église San Salvador de Salinas à Yocalla (es)

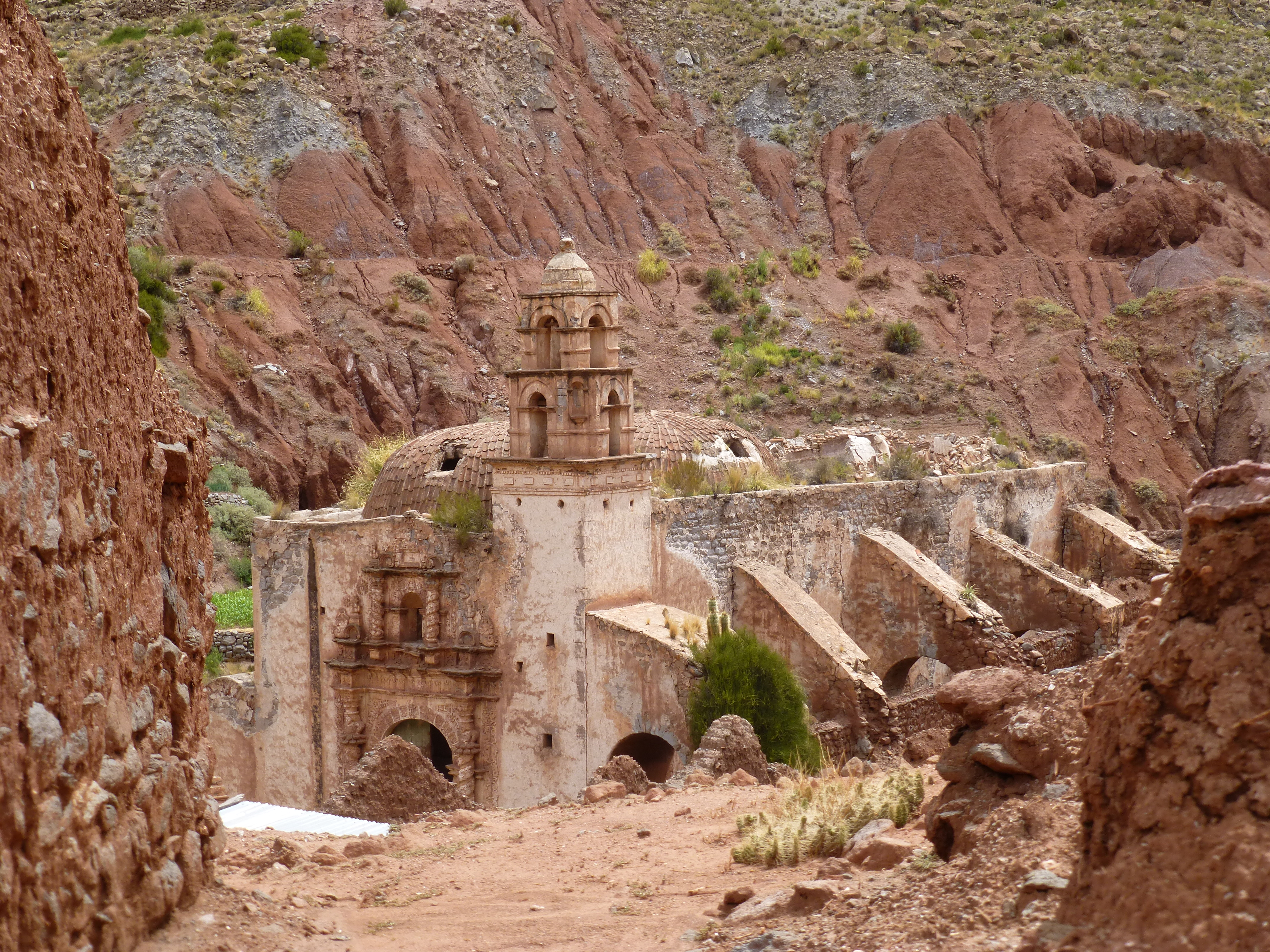
Église San Salvador
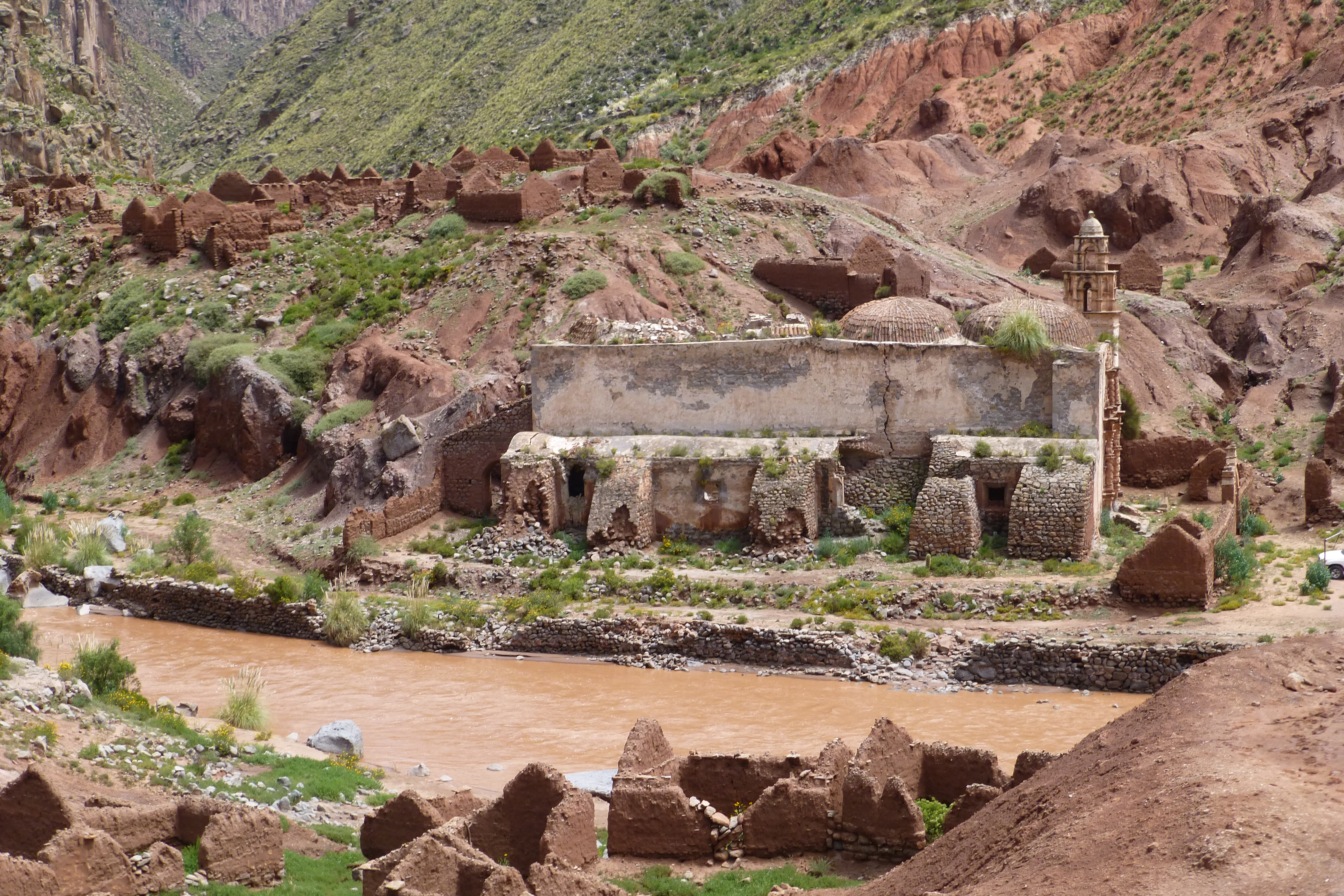
Église San Salvador
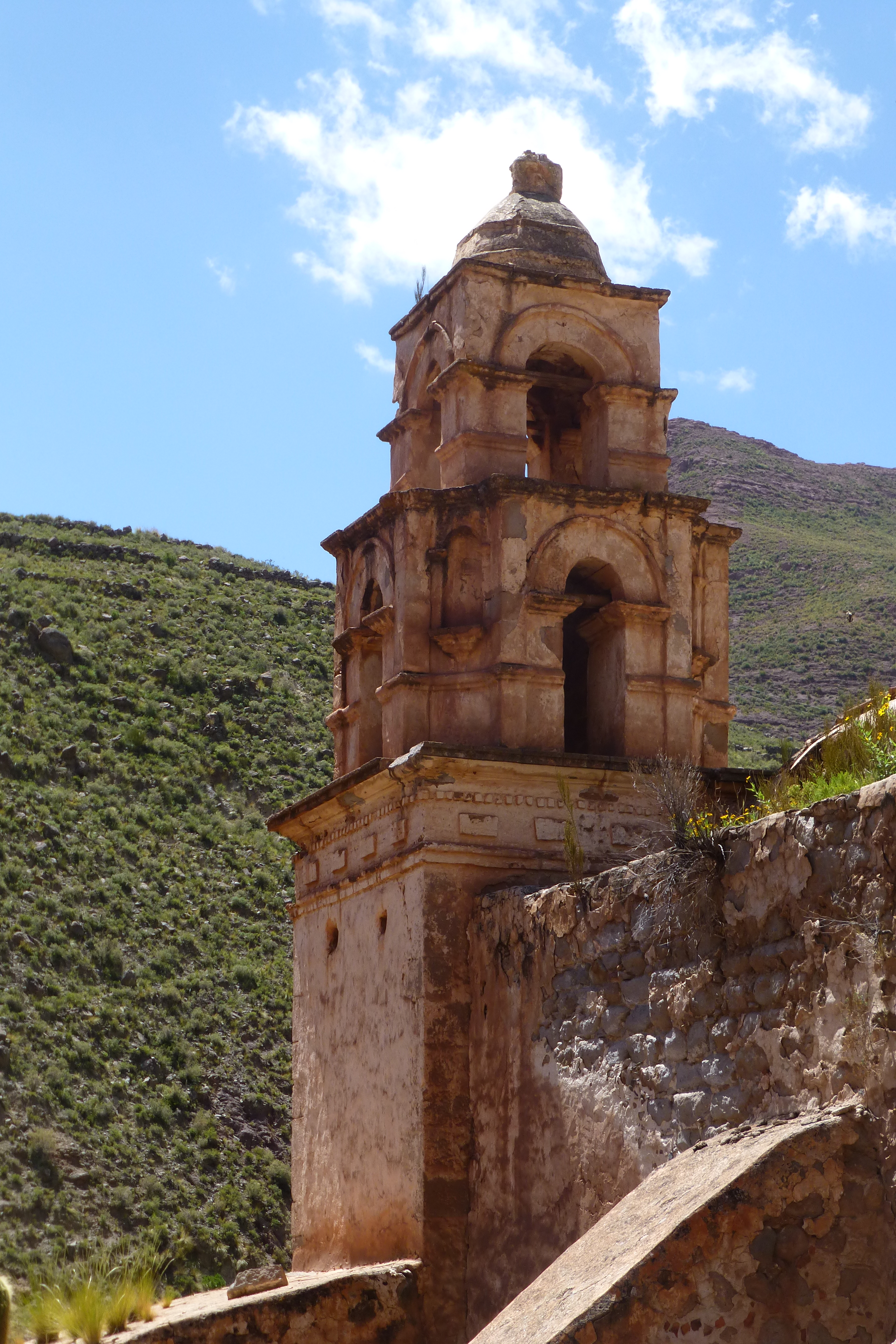
Clocher
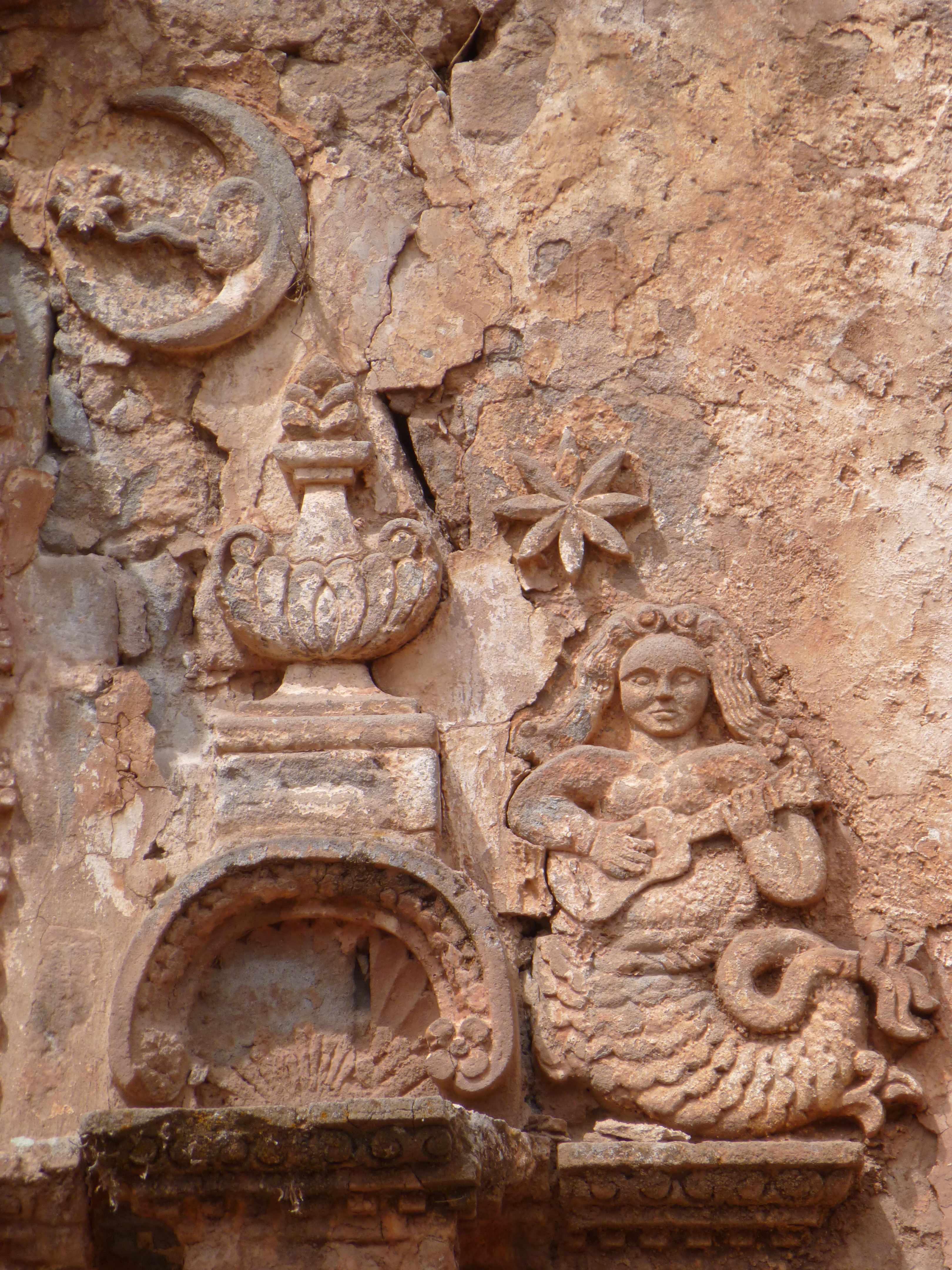
Détail